# روبرت فنك
روبرت فنك (18 يوليو 1926 - 3 سبتمبر 2005) Robert W. Funk عالم كتاب أمريكي ومؤسس مشارك للحلقة الدراسية عن عيسى ولمؤسسة وستار غير الربحية في كاليفورنيا.
وهو أكاديمي حاول دعم التعليم والبحوث في المواضيع الكتابية، وتعمل بطريقة الناقد التاريخي مع التفسير وكان مشككا بالمعتقدات المسيحية التقليدية خاصة في تاريخية عيسى.
حصل على درجة جامعية في الإلهيات وماجستير من جامعة بتلر ودكتوراة من جامعة فاندربيلت.
قام بالتدريس في المدرسة الأمريكية للبحث الشرقي في القدس American School of Oriental Research

## مؤلفاته
- A Greek Grammar of the New Testament and Other Early Christian Literature: A Translation and Revision of the ninth-tenth German edition incorporating supplementary notes of A. Debrunner (Chicago: University of Chicago Press, 1961)
- Language, Hermeneutic, and Word of God (1966)
- A Beginning-Intermediate Grammar of Hellenistic Greek (1977).
- The Five Gospels: The Search for the Authentic Words of Jesus (1993)
- Honest to Jesus: Jesus for a New Millennium (1996)
- The Acts of Jesus: The Search for the Authentic Deeds (1998).
- A Credible Jesus (2002).
- Funk on Parables: Collected Essays (Polebridge Press, 2006).

## وصلات خارجية
- Obituary in the Los Angeles Times 7 September 2005
- Robert Funk page at the Westar Institute
- Obituary in Boston Globe